# Caramel
Caramelul este un produs de cofetărie portocaliu-maro obținut prin încălzirea unei game de zaharuri. Poate fi folosit ca aromă în budinci și deserturi, ca umplutură în bomboane sau ca topping pentru înghețată și cremă. Procesul de caramelizare constă în încălzirea lentă a zahărului la aproximativ 170 °C.